# Gustav Hertzberg

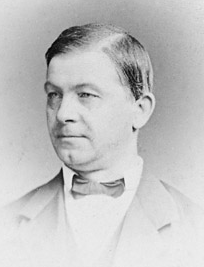
Gustav Friedrich Hertzberg (1826–1907)

Gustav Friedrich Hertzberg (* 19. Januar 1826 in Halle (Saale); † 16. November 1907 ebenda) war ein deutscher Alt- und Regionalhistoriker. Er lehrte an der Universität Halle.

## Leben
Gustav Hertzberg war der älteste Sohn des aus Könnern stammenden Sanitätsrats Gustav Ludwig Hertzberg (1795–1869) und dessen aus Erfurt stammender Ehefrau Friederike, geb. Bucholz. Von 1835 bis 1843 besuchte er das Pädagogium der Franckeschen Stiftungen, wo sein Vater als Arzt tätig war, und legte dort im Alter von 17 Jahren sein Abitur ab. Auf Wunsch seiner Mutter studierte Gustav Hertzberg anschließend Theologie an der Universität Halle. Im Herbst 1844 nahm er ein Studium der Orientalischen und Alten Philologie an der Universität Leipzig auf. Er kehrte 1847 an die Universität Halle zurück, wo Gottfried Bernhardy und Heinrich Leo zu seinen Lehrern zählten. Hertzberg wurde am 30. November 1848 zum Doktor der Philosophie promoviert. 1850 legte er das Staatsexamen ab und trat eine Stelle als Hilfslehrer am Pädagogium der Franckeschen Stiftungen an, wo er bis 1855 lehrte. 1851 habilitierte Hertzberg sich an der Universität Halle mit der Schrift De rebus Graecorum inde ab Achaici foederis interitu usque ad Antoninorum aetatem für das Fach Alte Geschichte. 1854 trat er in die Freimaurerloge „Zu den Drei Degen“ ein, in der er unter anderem 24 Jahre lang das Amt des Redners wahrnahm. Darüber hinaus war er Mitglied der Nationalliberalen Partei. Der preußische Kultusminister Moritz August von Bethmann-Hollweg berief ihn 1858 nach Berlin, wo der Historiker bis 1860 als Redakteur des Preußischen Wochenblatts tätig war. Eine redaktionelle Tätigkeit beim nationalliberalen Hallischen Tageblatt schloss sich in den Jahren von 1866 bis 1871 an.
Nach seiner Rückkehr nach Halle wurde er am 4. April 1860 zum außerplanmäßigen Professor für Alte Geschichte ernannt, eine ordentliche Professur beantragte die Philosophische Fakultät mehrfach (1875 und 1882) vergeblich. Erst 1889 wurde ein Ordinariat für das Fach eingerichtet, das dann Eduard Meyer übertragen wurde, Hertzberg erhielt im selben Jahr den Status eines ordentlichen Honorarprofessors. Der Historiker war auch Mitglied der historischen Kommission der Provinz Sachsen (ab 1895) sowie Vorsitzender des Sächsisch-Thüringischen Geschichtsvereins.

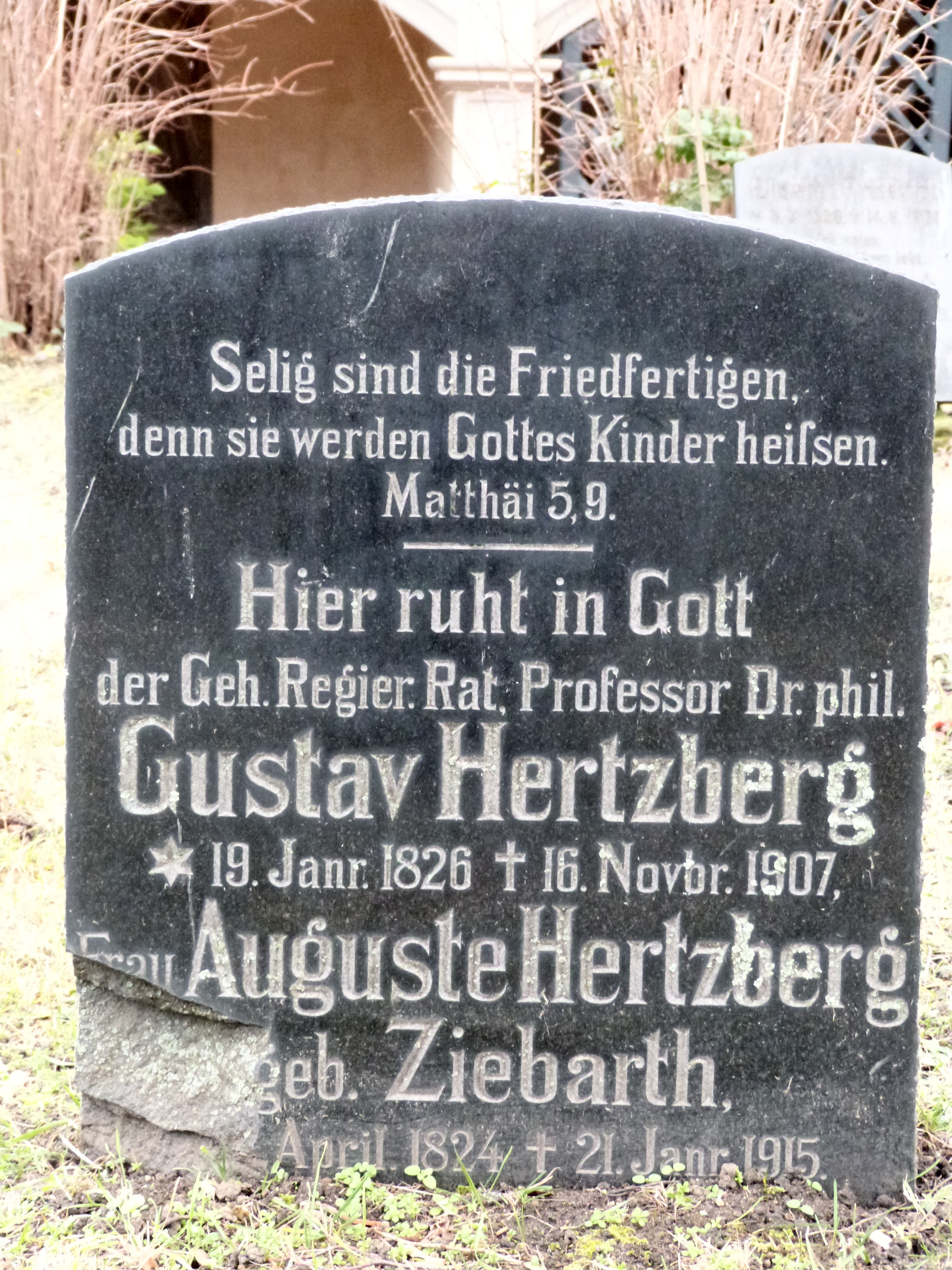
Das Grab von Gustav Hertzberg auf dem halleschen Stadtgottesacker

Bis kurz vor seinem Tode hielt Hertzberg noch Vorlesungen. Er verstarb am 16. November 1907 und wurde auf dem Stadtgottesacker (Abt. II) beerdigt. Er hinterließ seine zweite Frau Auguste Ziebarth, die er 1862 geheiratet hatte, nachdem seine erste Ehefrau, Rosalie Zimmermann, die er 1854 geheiratet hatte, bei der Geburt des Sohnes Heinrich 1859 verstorben war. Aus der ersten Ehe gingen zwei Töchter und ein Sohn hervor, aus der zweiten Ehe eine weitere Tochter. Anlässlich seines 100. Todestages wurde am 16. November 2007 an seinem Sterbehaus in der Bernburger Straße 2 in Halle eine Gedenktafel enthüllt.

## Schriftstellerische Tätigkeit
Hertzberg veröffentlichte vor allem Schriften für einen breiten Leserkreis, meist zur Geschichte Griechenlands und Byzanz’. Regionale Bedeutung erlangte er mit seinen Werken zur Geschichte seiner Heimatstadt, insbesondere dem dreibändigen Werk Geschichte der Stadt Halle an der Saale (1889–1893).

## Auszeichnung
1901 wurde Gustav Friedrich Hertzberg die Ehrenbürgerschaft der Stadt Halle aus Anlass seines 50-jährigen Doktorjubiläums verliehen. Fünf Jahre später wurde er anlässlich seines 80. Geburtstages mit der Benennung einer Straße in Halle sowie der Verleihung des Titels Geheimer Regierungsrat geehrt, dessen Verleihung ihm bereits vor 10 Jahren zugedacht war, den er aber abgelehnt hatte. Darüber hinaus war Hertzberg Träger des Roten-Adler-Ordens 4. Klasse und des Preußischen Kronenordens 3. Klasse.

## Veröffentlichungen (Auswahl)
- De rebus Graecorum inde ab Achaici foederis interitu usque ad Antoninianorum aetatem. Habilitationsschrift. Pfeffer, Halle 1851.
- Die Asiatischen Feldzüge Alexander’s des Großen. (= Jugend-Bibliothek des griechischen und deutschen Alterthums. 14-16). 2. Bde., Buchhandlung des Waisenhauses, 1863–1864.
- Zur Geschichte der Vereinigung von Wittenberg und Halle. Halle 1867.
- Von Kaiser Arcadius bis zum lateinischen Kreuzzuge. (= Allgemeine Staatengeschichte. Band 1). Perthes, Gotha 1876.
- Vom lateinischen Kreuzzuge bis zur Vollendung der osmanischen Eroberung (1204–1470) (= Allgemeine Staatengeschichte. Band 2). Perthes, Gotha 1877.
- Von der Vollendung der osmanischen Eroberung bis zur Erhebung der Neugriechen gegen die Pforte (1470–1821) (= Allgemeine Staatengeschichte. Band 3). Perthes, Gotha 1878.
- Von der Erhebung der Neugriechen gegen die Pforte bis zum Berliner Frieden (1821–1878) (= Allgemeine Staatengeschichte. Band 4). Perthes, Gotha 1879.
- Geschichte von Hellas und Rom. (= Allgemeine Geschichte in Einzeldarstellungen. Hauptabt. 1, Theil 5). Grote, Berlin 1879.
- Geschichte des römischen Kaiserreiches. (= Allgemeine Geschichte in Einzeldarstellungen. Hauptabt. 2, Theil 1). Grote, Berlin 1880.
- Löbejün und Cönnern während des dreißigjährigen Krieges. Pfeffer, Halle 1882.
- Geschichte der Byzantiner und des Osmanischen Reiches bis gegen Ende des sechszehnten Jahrhunderts. (= Allgemeine Geschichte in Einzeldarstellungen. Hauptabt. 2, Theil 7). Grote, Berlin 1883.
- Athen : historisch-topographisch dargestellt. Verlag der Buchhandlung des Waisenhauses, 1885.
- Geschichte der Stadt Halle an der Saale. 3 Bände. Verlag der Buchhandlung des Waisenhauses, Halle 1889–1893.
- Kurze Geschichte der Altgriechischen Kolonisation. Bertelsmann, Gütersloh, 1892.
- Geschichte der Freimaurerloge zu den drei Degen im Orient von Halle. Gebauer-Schwetschke, Halle 1893, 1907.
- Kurze Übersicht über die Geschichte der Universität in Halle a. S. bis zur Mitte des 19. Jahrhunderts. Anton, Halle 1894.
- Die historische Bedeutung des Saalethales. Hendel, Halle 1895.
- August Hermann Francke und sein Hallisches Waisenhaus ; mit Abb. und einem Plane der Franckeschen Stiftungen. Verlag des Waisenhauses, Halle 1898.
- Die Kämpfe in und bei der Stadt Halle a. S. am 17. Oktober 1806. In: Historische Kommission für die Provinz Sachsen und das Herzogtum Anhalt (Hrsg.): Neujahrsblätter. Nr. 31. Otto Hendel, Halle a. S. 1907, urn:nbn:de:bsz:14-db-id18960876557.